# Hans Ackermann (Physiker)
Hans Karl Ackermann (* 26. Juni 1935 in Ulm; † 25. März 2023) war ein deutscher Physiker.

## Leben
Ackermann studierte Physik, Mathematik und Chemie an der Universität Tübingen und schloss 1966 mit Promotion im Fach Physik ab. Von 1966 bis 1973 war er wissenschaftlicher Assistent in Heidelberg und habilitierte sich 1970. Anschließend war er Wissenschaftlicher Rat und Professor in Heidelberg. 1978 folgte er einem Ruf als Professor für Experimentalphysik an die Universität Marburg. 2000 wurde er emeritiert.
Einer seiner Schwerpunkte war die Solarenergietechnik. Er gründete 1986 an der Universität Marburg das Interdisziplinäre Seminar zur Umweltforschung.

## Ehrungen
- 2002: Solarpreis der Deutschen Gesellschaft für Sonnenenergie
- 2011: Verdienstkreuz am Bande der Bundesrepublik Deutschland
- 2012: Eduard-Bernhard-Preis des BUND Hessen